# Henri Rinck
Henri Rinck (ur. 10 stycznia 1870 w Lyonie, zm. 17 lutego 1952 w Badalonie) – francuski kompozytor szachowy oraz teoretyk końcówek szachowych, z zawodu inżynier chemik.
Był jednym z najbardziej płodnych kompozytorów publikując w sumie 1670 kompozycji w tym 58 odznaczonych nagrodami. 
Poniżej dwa przykłady twórczości Rincka.
|   | a | b | c | d | e | f | g | h |   |
| 8 | g7 – Czarny hetman · h7 – Czarny pionek · a6 – Czarny pionek · b6 – Biały goniec · d5 – Czarny król · g5 – Biały pionek · h5 – Biały pionek · d4 – Biały skoczek · d3 – Biały król · c2 – Biały pionek | g7 – Czarny hetman · h7 – Czarny pionek · a6 – Czarny pionek · b6 – Biały goniec · d5 – Czarny król · g5 – Biały pionek · h5 – Biały pionek · d4 – Biały skoczek · d3 – Biały król · c2 – Biały pionek | g7 – Czarny hetman · h7 – Czarny pionek · a6 – Czarny pionek · b6 – Biały goniec · d5 – Czarny król · g5 – Biały pionek · h5 – Biały pionek · d4 – Biały skoczek · d3 – Biały król · c2 – Biały pionek | g7 – Czarny hetman · h7 – Czarny pionek · a6 – Czarny pionek · b6 – Biały goniec · d5 – Czarny król · g5 – Biały pionek · h5 – Biały pionek · d4 – Biały skoczek · d3 – Biały król · c2 – Biały pionek | g7 – Czarny hetman · h7 – Czarny pionek · a6 – Czarny pionek · b6 – Biały goniec · d5 – Czarny król · g5 – Biały pionek · h5 – Biały pionek · d4 – Biały skoczek · d3 – Biały król · c2 – Biały pionek | g7 – Czarny hetman · h7 – Czarny pionek · a6 – Czarny pionek · b6 – Biały goniec · d5 – Czarny król · g5 – Biały pionek · h5 – Biały pionek · d4 – Biały skoczek · d3 – Biały król · c2 – Biały pionek | g7 – Czarny hetman · h7 – Czarny pionek · a6 – Czarny pionek · b6 – Biały goniec · d5 – Czarny król · g5 – Biały pionek · h5 – Biały pionek · d4 – Biały skoczek · d3 – Biały król · c2 – Biały pionek | g7 – Czarny hetman · h7 – Czarny pionek · a6 – Czarny pionek · b6 – Biały goniec · d5 – Czarny król · g5 – Biały pionek · h5 – Biały pionek · d4 – Biały skoczek · d3 – Biały król · c2 – Biały pionek | 8 |
| 7 | g7 – Czarny hetman · h7 – Czarny pionek · a6 – Czarny pionek · b6 – Biały goniec · d5 – Czarny król · g5 – Biały pionek · h5 – Biały pionek · d4 – Biały skoczek · d3 – Biały król · c2 – Biały pionek | g7 – Czarny hetman · h7 – Czarny pionek · a6 – Czarny pionek · b6 – Biały goniec · d5 – Czarny król · g5 – Biały pionek · h5 – Biały pionek · d4 – Biały skoczek · d3 – Biały król · c2 – Biały pionek | g7 – Czarny hetman · h7 – Czarny pionek · a6 – Czarny pionek · b6 – Biały goniec · d5 – Czarny król · g5 – Biały pionek · h5 – Biały pionek · d4 – Biały skoczek · d3 – Biały król · c2 – Biały pionek | g7 – Czarny hetman · h7 – Czarny pionek · a6 – Czarny pionek · b6 – Biały goniec · d5 – Czarny król · g5 – Biały pionek · h5 – Biały pionek · d4 – Biały skoczek · d3 – Biały król · c2 – Biały pionek | g7 – Czarny hetman · h7 – Czarny pionek · a6 – Czarny pionek · b6 – Biały goniec · d5 – Czarny król · g5 – Biały pionek · h5 – Biały pionek · d4 – Biały skoczek · d3 – Biały król · c2 – Biały pionek | g7 – Czarny hetman · h7 – Czarny pionek · a6 – Czarny pionek · b6 – Biały goniec · d5 – Czarny król · g5 – Biały pionek · h5 – Biały pionek · d4 – Biały skoczek · d3 – Biały król · c2 – Biały pionek | g7 – Czarny hetman · h7 – Czarny pionek · a6 – Czarny pionek · b6 – Biały goniec · d5 – Czarny król · g5 – Biały pionek · h5 – Biały pionek · d4 – Biały skoczek · d3 – Biały król · c2 – Biały pionek | g7 – Czarny hetman · h7 – Czarny pionek · a6 – Czarny pionek · b6 – Biały goniec · d5 – Czarny król · g5 – Biały pionek · h5 – Biały pionek · d4 – Biały skoczek · d3 – Biały król · c2 – Biały pionek | 7 |
| 6 | g7 – Czarny hetman · h7 – Czarny pionek · a6 – Czarny pionek · b6 – Biały goniec · d5 – Czarny król · g5 – Biały pionek · h5 – Biały pionek · d4 – Biały skoczek · d3 – Biały król · c2 – Biały pionek | g7 – Czarny hetman · h7 – Czarny pionek · a6 – Czarny pionek · b6 – Biały goniec · d5 – Czarny król · g5 – Biały pionek · h5 – Biały pionek · d4 – Biały skoczek · d3 – Biały król · c2 – Biały pionek | g7 – Czarny hetman · h7 – Czarny pionek · a6 – Czarny pionek · b6 – Biały goniec · d5 – Czarny król · g5 – Biały pionek · h5 – Biały pionek · d4 – Biały skoczek · d3 – Biały król · c2 – Biały pionek | g7 – Czarny hetman · h7 – Czarny pionek · a6 – Czarny pionek · b6 – Biały goniec · d5 – Czarny król · g5 – Biały pionek · h5 – Biały pionek · d4 – Biały skoczek · d3 – Biały król · c2 – Biały pionek | g7 – Czarny hetman · h7 – Czarny pionek · a6 – Czarny pionek · b6 – Biały goniec · d5 – Czarny król · g5 – Biały pionek · h5 – Biały pionek · d4 – Biały skoczek · d3 – Biały król · c2 – Biały pionek | g7 – Czarny hetman · h7 – Czarny pionek · a6 – Czarny pionek · b6 – Biały goniec · d5 – Czarny król · g5 – Biały pionek · h5 – Biały pionek · d4 – Biały skoczek · d3 – Biały król · c2 – Biały pionek | g7 – Czarny hetman · h7 – Czarny pionek · a6 – Czarny pionek · b6 – Biały goniec · d5 – Czarny król · g5 – Biały pionek · h5 – Biały pionek · d4 – Biały skoczek · d3 – Biały król · c2 – Biały pionek | g7 – Czarny hetman · h7 – Czarny pionek · a6 – Czarny pionek · b6 – Biały goniec · d5 – Czarny król · g5 – Biały pionek · h5 – Biały pionek · d4 – Biały skoczek · d3 – Biały król · c2 – Biały pionek | 6 |
| 5 | g7 – Czarny hetman · h7 – Czarny pionek · a6 – Czarny pionek · b6 – Biały goniec · d5 – Czarny król · g5 – Biały pionek · h5 – Biały pionek · d4 – Biały skoczek · d3 – Biały król · c2 – Biały pionek | g7 – Czarny hetman · h7 – Czarny pionek · a6 – Czarny pionek · b6 – Biały goniec · d5 – Czarny król · g5 – Biały pionek · h5 – Biały pionek · d4 – Biały skoczek · d3 – Biały król · c2 – Biały pionek | g7 – Czarny hetman · h7 – Czarny pionek · a6 – Czarny pionek · b6 – Biały goniec · d5 – Czarny król · g5 – Biały pionek · h5 – Biały pionek · d4 – Biały skoczek · d3 – Biały król · c2 – Biały pionek | g7 – Czarny hetman · h7 – Czarny pionek · a6 – Czarny pionek · b6 – Biały goniec · d5 – Czarny król · g5 – Biały pionek · h5 – Biały pionek · d4 – Biały skoczek · d3 – Biały król · c2 – Biały pionek | g7 – Czarny hetman · h7 – Czarny pionek · a6 – Czarny pionek · b6 – Biały goniec · d5 – Czarny król · g5 – Biały pionek · h5 – Biały pionek · d4 – Biały skoczek · d3 – Biały król · c2 – Biały pionek | g7 – Czarny hetman · h7 – Czarny pionek · a6 – Czarny pionek · b6 – Biały goniec · d5 – Czarny król · g5 – Biały pionek · h5 – Biały pionek · d4 – Biały skoczek · d3 – Biały król · c2 – Biały pionek | g7 – Czarny hetman · h7 – Czarny pionek · a6 – Czarny pionek · b6 – Biały goniec · d5 – Czarny król · g5 – Biały pionek · h5 – Biały pionek · d4 – Biały skoczek · d3 – Biały król · c2 – Biały pionek | g7 – Czarny hetman · h7 – Czarny pionek · a6 – Czarny pionek · b6 – Biały goniec · d5 – Czarny król · g5 – Biały pionek · h5 – Biały pionek · d4 – Biały skoczek · d3 – Biały król · c2 – Biały pionek | 5 |
| 4 | g7 – Czarny hetman · h7 – Czarny pionek · a6 – Czarny pionek · b6 – Biały goniec · d5 – Czarny król · g5 – Biały pionek · h5 – Biały pionek · d4 – Biały skoczek · d3 – Biały król · c2 – Biały pionek | g7 – Czarny hetman · h7 – Czarny pionek · a6 – Czarny pionek · b6 – Biały goniec · d5 – Czarny król · g5 – Biały pionek · h5 – Biały pionek · d4 – Biały skoczek · d3 – Biały król · c2 – Biały pionek | g7 – Czarny hetman · h7 – Czarny pionek · a6 – Czarny pionek · b6 – Biały goniec · d5 – Czarny król · g5 – Biały pionek · h5 – Biały pionek · d4 – Biały skoczek · d3 – Biały król · c2 – Biały pionek | g7 – Czarny hetman · h7 – Czarny pionek · a6 – Czarny pionek · b6 – Biały goniec · d5 – Czarny król · g5 – Biały pionek · h5 – Biały pionek · d4 – Biały skoczek · d3 – Biały król · c2 – Biały pionek | g7 – Czarny hetman · h7 – Czarny pionek · a6 – Czarny pionek · b6 – Biały goniec · d5 – Czarny król · g5 – Biały pionek · h5 – Biały pionek · d4 – Biały skoczek · d3 – Biały król · c2 – Biały pionek | g7 – Czarny hetman · h7 – Czarny pionek · a6 – Czarny pionek · b6 – Biały goniec · d5 – Czarny król · g5 – Biały pionek · h5 – Biały pionek · d4 – Biały skoczek · d3 – Biały król · c2 – Biały pionek | g7 – Czarny hetman · h7 – Czarny pionek · a6 – Czarny pionek · b6 – Biały goniec · d5 – Czarny król · g5 – Biały pionek · h5 – Biały pionek · d4 – Biały skoczek · d3 – Biały król · c2 – Biały pionek | g7 – Czarny hetman · h7 – Czarny pionek · a6 – Czarny pionek · b6 – Biały goniec · d5 – Czarny król · g5 – Biały pionek · h5 – Biały pionek · d4 – Biały skoczek · d3 – Biały król · c2 – Biały pionek | 4 |
| 3 | g7 – Czarny hetman · h7 – Czarny pionek · a6 – Czarny pionek · b6 – Biały goniec · d5 – Czarny król · g5 – Biały pionek · h5 – Biały pionek · d4 – Biały skoczek · d3 – Biały król · c2 – Biały pionek | g7 – Czarny hetman · h7 – Czarny pionek · a6 – Czarny pionek · b6 – Biały goniec · d5 – Czarny król · g5 – Biały pionek · h5 – Biały pionek · d4 – Biały skoczek · d3 – Biały król · c2 – Biały pionek | g7 – Czarny hetman · h7 – Czarny pionek · a6 – Czarny pionek · b6 – Biały goniec · d5 – Czarny król · g5 – Biały pionek · h5 – Biały pionek · d4 – Biały skoczek · d3 – Biały król · c2 – Biały pionek | g7 – Czarny hetman · h7 – Czarny pionek · a6 – Czarny pionek · b6 – Biały goniec · d5 – Czarny król · g5 – Biały pionek · h5 – Biały pionek · d4 – Biały skoczek · d3 – Biały król · c2 – Biały pionek | g7 – Czarny hetman · h7 – Czarny pionek · a6 – Czarny pionek · b6 – Biały goniec · d5 – Czarny król · g5 – Biały pionek · h5 – Biały pionek · d4 – Biały skoczek · d3 – Biały król · c2 – Biały pionek | g7 – Czarny hetman · h7 – Czarny pionek · a6 – Czarny pionek · b6 – Biały goniec · d5 – Czarny król · g5 – Biały pionek · h5 – Biały pionek · d4 – Biały skoczek · d3 – Biały król · c2 – Biały pionek | g7 – Czarny hetman · h7 – Czarny pionek · a6 – Czarny pionek · b6 – Biały goniec · d5 – Czarny król · g5 – Biały pionek · h5 – Biały pionek · d4 – Biały skoczek · d3 – Biały król · c2 – Biały pionek | g7 – Czarny hetman · h7 – Czarny pionek · a6 – Czarny pionek · b6 – Biały goniec · d5 – Czarny król · g5 – Biały pionek · h5 – Biały pionek · d4 – Biały skoczek · d3 – Biały król · c2 – Biały pionek | 3 |
| 2 | g7 – Czarny hetman · h7 – Czarny pionek · a6 – Czarny pionek · b6 – Biały goniec · d5 – Czarny król · g5 – Biały pionek · h5 – Biały pionek · d4 – Biały skoczek · d3 – Biały król · c2 – Biały pionek | g7 – Czarny hetman · h7 – Czarny pionek · a6 – Czarny pionek · b6 – Biały goniec · d5 – Czarny król · g5 – Biały pionek · h5 – Biały pionek · d4 – Biały skoczek · d3 – Biały król · c2 – Biały pionek | g7 – Czarny hetman · h7 – Czarny pionek · a6 – Czarny pionek · b6 – Biały goniec · d5 – Czarny król · g5 – Biały pionek · h5 – Biały pionek · d4 – Biały skoczek · d3 – Biały król · c2 – Biały pionek | g7 – Czarny hetman · h7 – Czarny pionek · a6 – Czarny pionek · b6 – Biały goniec · d5 – Czarny król · g5 – Biały pionek · h5 – Biały pionek · d4 – Biały skoczek · d3 – Biały król · c2 – Biały pionek | g7 – Czarny hetman · h7 – Czarny pionek · a6 – Czarny pionek · b6 – Biały goniec · d5 – Czarny król · g5 – Biały pionek · h5 – Biały pionek · d4 – Biały skoczek · d3 – Biały król · c2 – Biały pionek | g7 – Czarny hetman · h7 – Czarny pionek · a6 – Czarny pionek · b6 – Biały goniec · d5 – Czarny król · g5 – Biały pionek · h5 – Biały pionek · d4 – Biały skoczek · d3 – Biały król · c2 – Biały pionek | g7 – Czarny hetman · h7 – Czarny pionek · a6 – Czarny pionek · b6 – Biały goniec · d5 – Czarny król · g5 – Biały pionek · h5 – Biały pionek · d4 – Biały skoczek · d3 – Biały król · c2 – Biały pionek | g7 – Czarny hetman · h7 – Czarny pionek · a6 – Czarny pionek · b6 – Biały goniec · d5 – Czarny król · g5 – Biały pionek · h5 – Biały pionek · d4 – Biały skoczek · d3 – Biały król · c2 – Biały pionek | 2 |
| 1 | g7 – Czarny hetman · h7 – Czarny pionek · a6 – Czarny pionek · b6 – Biały goniec · d5 – Czarny król · g5 – Biały pionek · h5 – Biały pionek · d4 – Biały skoczek · d3 – Biały król · c2 – Biały pionek | g7 – Czarny hetman · h7 – Czarny pionek · a6 – Czarny pionek · b6 – Biały goniec · d5 – Czarny król · g5 – Biały pionek · h5 – Biały pionek · d4 – Biały skoczek · d3 – Biały król · c2 – Biały pionek | g7 – Czarny hetman · h7 – Czarny pionek · a6 – Czarny pionek · b6 – Biały goniec · d5 – Czarny król · g5 – Biały pionek · h5 – Biały pionek · d4 – Biały skoczek · d3 – Biały król · c2 – Biały pionek | g7 – Czarny hetman · h7 – Czarny pionek · a6 – Czarny pionek · b6 – Biały goniec · d5 – Czarny król · g5 – Biały pionek · h5 – Biały pionek · d4 – Biały skoczek · d3 – Biały król · c2 – Biały pionek | g7 – Czarny hetman · h7 – Czarny pionek · a6 – Czarny pionek · b6 – Biały goniec · d5 – Czarny król · g5 – Biały pionek · h5 – Biały pionek · d4 – Biały skoczek · d3 – Biały król · c2 – Biały pionek | g7 – Czarny hetman · h7 – Czarny pionek · a6 – Czarny pionek · b6 – Biały goniec · d5 – Czarny król · g5 – Biały pionek · h5 – Biały pionek · d4 – Biały skoczek · d3 – Biały król · c2 – Biały pionek | g7 – Czarny hetman · h7 – Czarny pionek · a6 – Czarny pionek · b6 – Biały goniec · d5 – Czarny król · g5 – Biały pionek · h5 – Biały pionek · d4 – Biały skoczek · d3 – Biały król · c2 – Biały pionek | g7 – Czarny hetman · h7 – Czarny pionek · a6 – Czarny pionek · b6 – Biały goniec · d5 – Czarny król · g5 – Biały pionek · h5 – Biały pionek · d4 – Biały skoczek · d3 – Biały król · c2 – Biały pionek | 1 |
|   | a | b | c | d | e | f | g | h |   |

Rozwiązanie: [1.c4+! Ke5 2.Ga7!! ze zdobyciem hetmana]
(zaznacz tekst pomiędzy nawiasami, aby zobaczyć rozwiązanie)
|   | a | b | c | d | e | f | g | h |   |
| 8 | a8 – Biała wieża · d7 – Czarny pionek · e7 – Czarny król · f7 – Czarny pionek · e6 – Czarny pionek · h6 – Czarny hetman · e3 – Biały skoczek · g3 – Biały goniec · e1 – Biały król | a8 – Biała wieża · d7 – Czarny pionek · e7 – Czarny król · f7 – Czarny pionek · e6 – Czarny pionek · h6 – Czarny hetman · e3 – Biały skoczek · g3 – Biały goniec · e1 – Biały król | a8 – Biała wieża · d7 – Czarny pionek · e7 – Czarny król · f7 – Czarny pionek · e6 – Czarny pionek · h6 – Czarny hetman · e3 – Biały skoczek · g3 – Biały goniec · e1 – Biały król | a8 – Biała wieża · d7 – Czarny pionek · e7 – Czarny król · f7 – Czarny pionek · e6 – Czarny pionek · h6 – Czarny hetman · e3 – Biały skoczek · g3 – Biały goniec · e1 – Biały król | a8 – Biała wieża · d7 – Czarny pionek · e7 – Czarny król · f7 – Czarny pionek · e6 – Czarny pionek · h6 – Czarny hetman · e3 – Biały skoczek · g3 – Biały goniec · e1 – Biały król | a8 – Biała wieża · d7 – Czarny pionek · e7 – Czarny król · f7 – Czarny pionek · e6 – Czarny pionek · h6 – Czarny hetman · e3 – Biały skoczek · g3 – Biały goniec · e1 – Biały król | a8 – Biała wieża · d7 – Czarny pionek · e7 – Czarny król · f7 – Czarny pionek · e6 – Czarny pionek · h6 – Czarny hetman · e3 – Biały skoczek · g3 – Biały goniec · e1 – Biały król | a8 – Biała wieża · d7 – Czarny pionek · e7 – Czarny król · f7 – Czarny pionek · e6 – Czarny pionek · h6 – Czarny hetman · e3 – Biały skoczek · g3 – Biały goniec · e1 – Biały król | 8 |
| 7 | a8 – Biała wieża · d7 – Czarny pionek · e7 – Czarny król · f7 – Czarny pionek · e6 – Czarny pionek · h6 – Czarny hetman · e3 – Biały skoczek · g3 – Biały goniec · e1 – Biały król | a8 – Biała wieża · d7 – Czarny pionek · e7 – Czarny król · f7 – Czarny pionek · e6 – Czarny pionek · h6 – Czarny hetman · e3 – Biały skoczek · g3 – Biały goniec · e1 – Biały król | a8 – Biała wieża · d7 – Czarny pionek · e7 – Czarny król · f7 – Czarny pionek · e6 – Czarny pionek · h6 – Czarny hetman · e3 – Biały skoczek · g3 – Biały goniec · e1 – Biały król | a8 – Biała wieża · d7 – Czarny pionek · e7 – Czarny król · f7 – Czarny pionek · e6 – Czarny pionek · h6 – Czarny hetman · e3 – Biały skoczek · g3 – Biały goniec · e1 – Biały król | a8 – Biała wieża · d7 – Czarny pionek · e7 – Czarny król · f7 – Czarny pionek · e6 – Czarny pionek · h6 – Czarny hetman · e3 – Biały skoczek · g3 – Biały goniec · e1 – Biały król | a8 – Biała wieża · d7 – Czarny pionek · e7 – Czarny król · f7 – Czarny pionek · e6 – Czarny pionek · h6 – Czarny hetman · e3 – Biały skoczek · g3 – Biały goniec · e1 – Biały król | a8 – Biała wieża · d7 – Czarny pionek · e7 – Czarny król · f7 – Czarny pionek · e6 – Czarny pionek · h6 – Czarny hetman · e3 – Biały skoczek · g3 – Biały goniec · e1 – Biały król | a8 – Biała wieża · d7 – Czarny pionek · e7 – Czarny król · f7 – Czarny pionek · e6 – Czarny pionek · h6 – Czarny hetman · e3 – Biały skoczek · g3 – Biały goniec · e1 – Biały król | 7 |
| 6 | a8 – Biała wieża · d7 – Czarny pionek · e7 – Czarny król · f7 – Czarny pionek · e6 – Czarny pionek · h6 – Czarny hetman · e3 – Biały skoczek · g3 – Biały goniec · e1 – Biały król | a8 – Biała wieża · d7 – Czarny pionek · e7 – Czarny król · f7 – Czarny pionek · e6 – Czarny pionek · h6 – Czarny hetman · e3 – Biały skoczek · g3 – Biały goniec · e1 – Biały król | a8 – Biała wieża · d7 – Czarny pionek · e7 – Czarny król · f7 – Czarny pionek · e6 – Czarny pionek · h6 – Czarny hetman · e3 – Biały skoczek · g3 – Biały goniec · e1 – Biały król | a8 – Biała wieża · d7 – Czarny pionek · e7 – Czarny król · f7 – Czarny pionek · e6 – Czarny pionek · h6 – Czarny hetman · e3 – Biały skoczek · g3 – Biały goniec · e1 – Biały król | a8 – Biała wieża · d7 – Czarny pionek · e7 – Czarny król · f7 – Czarny pionek · e6 – Czarny pionek · h6 – Czarny hetman · e3 – Biały skoczek · g3 – Biały goniec · e1 – Biały król | a8 – Biała wieża · d7 – Czarny pionek · e7 – Czarny król · f7 – Czarny pionek · e6 – Czarny pionek · h6 – Czarny hetman · e3 – Biały skoczek · g3 – Biały goniec · e1 – Biały król | a8 – Biała wieża · d7 – Czarny pionek · e7 – Czarny król · f7 – Czarny pionek · e6 – Czarny pionek · h6 – Czarny hetman · e3 – Biały skoczek · g3 – Biały goniec · e1 – Biały król | a8 – Biała wieża · d7 – Czarny pionek · e7 – Czarny król · f7 – Czarny pionek · e6 – Czarny pionek · h6 – Czarny hetman · e3 – Biały skoczek · g3 – Biały goniec · e1 – Biały król | 6 |
| 5 | a8 – Biała wieża · d7 – Czarny pionek · e7 – Czarny król · f7 – Czarny pionek · e6 – Czarny pionek · h6 – Czarny hetman · e3 – Biały skoczek · g3 – Biały goniec · e1 – Biały król | a8 – Biała wieża · d7 – Czarny pionek · e7 – Czarny król · f7 – Czarny pionek · e6 – Czarny pionek · h6 – Czarny hetman · e3 – Biały skoczek · g3 – Biały goniec · e1 – Biały król | a8 – Biała wieża · d7 – Czarny pionek · e7 – Czarny król · f7 – Czarny pionek · e6 – Czarny pionek · h6 – Czarny hetman · e3 – Biały skoczek · g3 – Biały goniec · e1 – Biały król | a8 – Biała wieża · d7 – Czarny pionek · e7 – Czarny król · f7 – Czarny pionek · e6 – Czarny pionek · h6 – Czarny hetman · e3 – Biały skoczek · g3 – Biały goniec · e1 – Biały król | a8 – Biała wieża · d7 – Czarny pionek · e7 – Czarny król · f7 – Czarny pionek · e6 – Czarny pionek · h6 – Czarny hetman · e3 – Biały skoczek · g3 – Biały goniec · e1 – Biały król | a8 – Biała wieża · d7 – Czarny pionek · e7 – Czarny król · f7 – Czarny pionek · e6 – Czarny pionek · h6 – Czarny hetman · e3 – Biały skoczek · g3 – Biały goniec · e1 – Biały król | a8 – Biała wieża · d7 – Czarny pionek · e7 – Czarny król · f7 – Czarny pionek · e6 – Czarny pionek · h6 – Czarny hetman · e3 – Biały skoczek · g3 – Biały goniec · e1 – Biały król | a8 – Biała wieża · d7 – Czarny pionek · e7 – Czarny król · f7 – Czarny pionek · e6 – Czarny pionek · h6 – Czarny hetman · e3 – Biały skoczek · g3 – Biały goniec · e1 – Biały król | 5 |
| 4 | a8 – Biała wieża · d7 – Czarny pionek · e7 – Czarny król · f7 – Czarny pionek · e6 – Czarny pionek · h6 – Czarny hetman · e3 – Biały skoczek · g3 – Biały goniec · e1 – Biały król | a8 – Biała wieża · d7 – Czarny pionek · e7 – Czarny król · f7 – Czarny pionek · e6 – Czarny pionek · h6 – Czarny hetman · e3 – Biały skoczek · g3 – Biały goniec · e1 – Biały król | a8 – Biała wieża · d7 – Czarny pionek · e7 – Czarny król · f7 – Czarny pionek · e6 – Czarny pionek · h6 – Czarny hetman · e3 – Biały skoczek · g3 – Biały goniec · e1 – Biały król | a8 – Biała wieża · d7 – Czarny pionek · e7 – Czarny król · f7 – Czarny pionek · e6 – Czarny pionek · h6 – Czarny hetman · e3 – Biały skoczek · g3 – Biały goniec · e1 – Biały król | a8 – Biała wieża · d7 – Czarny pionek · e7 – Czarny król · f7 – Czarny pionek · e6 – Czarny pionek · h6 – Czarny hetman · e3 – Biały skoczek · g3 – Biały goniec · e1 – Biały król | a8 – Biała wieża · d7 – Czarny pionek · e7 – Czarny król · f7 – Czarny pionek · e6 – Czarny pionek · h6 – Czarny hetman · e3 – Biały skoczek · g3 – Biały goniec · e1 – Biały król | a8 – Biała wieża · d7 – Czarny pionek · e7 – Czarny król · f7 – Czarny pionek · e6 – Czarny pionek · h6 – Czarny hetman · e3 – Biały skoczek · g3 – Biały goniec · e1 – Biały król | a8 – Biała wieża · d7 – Czarny pionek · e7 – Czarny król · f7 – Czarny pionek · e6 – Czarny pionek · h6 – Czarny hetman · e3 – Biały skoczek · g3 – Biały goniec · e1 – Biały król | 4 |
| 3 | a8 – Biała wieża · d7 – Czarny pionek · e7 – Czarny król · f7 – Czarny pionek · e6 – Czarny pionek · h6 – Czarny hetman · e3 – Biały skoczek · g3 – Biały goniec · e1 – Biały król | a8 – Biała wieża · d7 – Czarny pionek · e7 – Czarny król · f7 – Czarny pionek · e6 – Czarny pionek · h6 – Czarny hetman · e3 – Biały skoczek · g3 – Biały goniec · e1 – Biały król | a8 – Biała wieża · d7 – Czarny pionek · e7 – Czarny król · f7 – Czarny pionek · e6 – Czarny pionek · h6 – Czarny hetman · e3 – Biały skoczek · g3 – Biały goniec · e1 – Biały król | a8 – Biała wieża · d7 – Czarny pionek · e7 – Czarny król · f7 – Czarny pionek · e6 – Czarny pionek · h6 – Czarny hetman · e3 – Biały skoczek · g3 – Biały goniec · e1 – Biały król | a8 – Biała wieża · d7 – Czarny pionek · e7 – Czarny król · f7 – Czarny pionek · e6 – Czarny pionek · h6 – Czarny hetman · e3 – Biały skoczek · g3 – Biały goniec · e1 – Biały król | a8 – Biała wieża · d7 – Czarny pionek · e7 – Czarny król · f7 – Czarny pionek · e6 – Czarny pionek · h6 – Czarny hetman · e3 – Biały skoczek · g3 – Biały goniec · e1 – Biały król | a8 – Biała wieża · d7 – Czarny pionek · e7 – Czarny król · f7 – Czarny pionek · e6 – Czarny pionek · h6 – Czarny hetman · e3 – Biały skoczek · g3 – Biały goniec · e1 – Biały król | a8 – Biała wieża · d7 – Czarny pionek · e7 – Czarny król · f7 – Czarny pionek · e6 – Czarny pionek · h6 – Czarny hetman · e3 – Biały skoczek · g3 – Biały goniec · e1 – Biały król | 3 |
| 2 | a8 – Biała wieża · d7 – Czarny pionek · e7 – Czarny król · f7 – Czarny pionek · e6 – Czarny pionek · h6 – Czarny hetman · e3 – Biały skoczek · g3 – Biały goniec · e1 – Biały król | a8 – Biała wieża · d7 – Czarny pionek · e7 – Czarny król · f7 – Czarny pionek · e6 – Czarny pionek · h6 – Czarny hetman · e3 – Biały skoczek · g3 – Biały goniec · e1 – Biały król | a8 – Biała wieża · d7 – Czarny pionek · e7 – Czarny król · f7 – Czarny pionek · e6 – Czarny pionek · h6 – Czarny hetman · e3 – Biały skoczek · g3 – Biały goniec · e1 – Biały król | a8 – Biała wieża · d7 – Czarny pionek · e7 – Czarny król · f7 – Czarny pionek · e6 – Czarny pionek · h6 – Czarny hetman · e3 – Biały skoczek · g3 – Biały goniec · e1 – Biały król | a8 – Biała wieża · d7 – Czarny pionek · e7 – Czarny król · f7 – Czarny pionek · e6 – Czarny pionek · h6 – Czarny hetman · e3 – Biały skoczek · g3 – Biały goniec · e1 – Biały król | a8 – Biała wieża · d7 – Czarny pionek · e7 – Czarny król · f7 – Czarny pionek · e6 – Czarny pionek · h6 – Czarny hetman · e3 – Biały skoczek · g3 – Biały goniec · e1 – Biały król | a8 – Biała wieża · d7 – Czarny pionek · e7 – Czarny król · f7 – Czarny pionek · e6 – Czarny pionek · h6 – Czarny hetman · e3 – Biały skoczek · g3 – Biały goniec · e1 – Biały król | a8 – Biała wieża · d7 – Czarny pionek · e7 – Czarny król · f7 – Czarny pionek · e6 – Czarny pionek · h6 – Czarny hetman · e3 – Biały skoczek · g3 – Biały goniec · e1 – Biały król | 2 |
| 1 | a8 – Biała wieża · d7 – Czarny pionek · e7 – Czarny król · f7 – Czarny pionek · e6 – Czarny pionek · h6 – Czarny hetman · e3 – Biały skoczek · g3 – Biały goniec · e1 – Biały król | a8 – Biała wieża · d7 – Czarny pionek · e7 – Czarny król · f7 – Czarny pionek · e6 – Czarny pionek · h6 – Czarny hetman · e3 – Biały skoczek · g3 – Biały goniec · e1 – Biały król | a8 – Biała wieża · d7 – Czarny pionek · e7 – Czarny król · f7 – Czarny pionek · e6 – Czarny pionek · h6 – Czarny hetman · e3 – Biały skoczek · g3 – Biały goniec · e1 – Biały król | a8 – Biała wieża · d7 – Czarny pionek · e7 – Czarny król · f7 – Czarny pionek · e6 – Czarny pionek · h6 – Czarny hetman · e3 – Biały skoczek · g3 – Biały goniec · e1 – Biały król | a8 – Biała wieża · d7 – Czarny pionek · e7 – Czarny król · f7 – Czarny pionek · e6 – Czarny pionek · h6 – Czarny hetman · e3 – Biały skoczek · g3 – Biały goniec · e1 – Biały król | a8 – Biała wieża · d7 – Czarny pionek · e7 – Czarny król · f7 – Czarny pionek · e6 – Czarny pionek · h6 – Czarny hetman · e3 – Biały skoczek · g3 – Biały goniec · e1 – Biały król | a8 – Biała wieża · d7 – Czarny pionek · e7 – Czarny król · f7 – Czarny pionek · e6 – Czarny pionek · h6 – Czarny hetman · e3 – Biały skoczek · g3 – Biały goniec · e1 – Biały król | a8 – Biała wieża · d7 – Czarny pionek · e7 – Czarny król · f7 – Czarny pionek · e6 – Czarny pionek · h6 – Czarny hetman · e3 – Biały skoczek · g3 – Biały goniec · e1 – Biały król | 1 |
|   | a | b | c | d | e | f | g | h |   |

Rozwiązanie: [1.Gd6+!! K:d6 2.Sf5+ e:f5 3.Wa6+ ze zdobyciem hetmana]
(zaznacz tekst pomiędzy nawiasami, aby zobaczyć rozwiązanie)

## Publikacje
- H.Rinck, 1909, 150 fins de partie, Leipzig (Veit)
- H.Rinck, 1919, 300 fins de partie, Barcelona (Hijos de Paluzie)
- H.Rinck, 1927, 700 fins de partie, Barcelona (Tip. La AcadEmica)
- H.Rinck, 1950, 1414 fins de partie, Barcelona (Tip. La AcadEmica)